# 索里韦拉德尔瓜达利马尔
索里韦拉德尔瓜达利马尔，是西班牙安达卢西亚自治区哈恩省的一个市镇。总面积55平方公里，总人口1317人（2001年），人口密度24人/平方公里。